# Остречина (нижний приток Мологи)

Бассейн Рыбинского водохранилища и Белого озера

Остречина — река в Тверской области, правый приток Мологи (бассейн Волги), устье в черте города Бежецк.
Длина — 52 км, площадь водосборного бассейна — 493 км². Питание смешанное с преобладанием снегового. Замерзает в ноябре — начале декабря, вскрывается в апреле.
Основные притоки: Величка, Ретуня, Белка (все правые), крупнейший — Величка.
Исток в районе деревни Юркино Бежецкого района Тверской области.
Протекает по безлесой, сильно заболоченной местности. Течение слабое, ширина реки — 10—20 метров.

## Экология
В черте Бежецка на реке — дамба, в районе устья загрязнена стоками предприятий Бежецка.
В 2017 году вода реки оказалась самой грязной в Тверской области среди контролируемых. Показатель УКИЗВ составил 4,59 (класс 4а — «грязная»).